# Leonardo Grosso della Rovere
Leonardo Grosso della Rovere (Savona, 1463 † Roma, 17 de setembro de 1520) (chamado de Cardeal de Agen) foi um bispo e cardeal católico romano.

## Biografia
Leonardo Grosso della Rovere nasceu em Savona em 1464, filho de Antonio Grosso e Maria della Rovere, membro da Casa de Della Rovere.  Era sobrinho-neto do Papa Sisto IV e sobrinho do Cardeal Girolamo Basso della Rovere;  um de seus irmãos, Clemente Grosso della Rovere, também se tornou um cardeal.
Depois de estudar direito canônico e direito civil, se mudou para Roma, tornando-se um cônego da Basílica de São Pedro.
Em 9 de dezembro de 1487, foi eleito bispo de Agen; recebeu dispensa por ainda não ter atingido a idade canônica, assim um administrador foi nomeado; sucedeu seu irmão Galeotto Grosso della Rovere; renunciou ao governo da sé em favor de Antonio della Rovere em 22 de março de 1519. Abade commendatario de S. Giuliano, Spoleto; entronizado em 1492. Em 1494, foi nomeado vigário geral de seu irmão Clemente, abade commendatario do mosteiro cisterciense de Notre-Dame de Bonnecombe, diocese de Rodez.
O Papa Júlio II fez dele um cardeal-presbítero no consistório de 1 de dezembro de 1505; publicado em 12 de dezembro, recebeu o chapéu vermelho e o titulus dos Santos Doze Apóstolos, em 17 de dezembro. Ele acompanhou o Papa em suas expedições contra a casa de Bentivoglio em Bolonha e a família Baglioni em Perugia. Acompanhou o papa a Viterbo em 30 de agosto de 1506, tornando-se legado papal para aquela cidade. Em 1 de fevereiro de 1507, foi feito legado papal para Perugia.  Também em 1507, serviu como embaixador de Luís XII de França em Roma. 
Em 15 de dezembro de 1508, optou pelo titulus de Santa Susanna. Foi o governador de Roma em 1510. Atuou como Penitenciário-Mor de 5 de outubro de 1511 até sua morte. Foi legado papal ao Patrimonium Sancti Petri em 1511. Camerlengo do Sagrado Colégio dos Cardeais, fevereiro de 1512 até 1513. Participou do 5º Concílio de Latrão em 1512; presidente da comissão de reforma. Em 5 de novembro de 1512, Grosso della Rovere conheceu o Cardeal Mathew Lang, representante do Sacro Imperador Romano Maximiliano I, em Monte Mario e então eles fizeram sua entrada solene em Roma. Participou do conclave de 1513, que elegeu o Papa Leão X. Junto com o Cardeal Lorenzo Pucci, executor testamentário do Papa Júlio II, arranjou com Michelangelo a construção do túmulo do papa; um contrato com o artista foi assinado em 6 de maio de 1513; Michelangelo esculpiu a estátua de Moisés que está na igreja de S. Pietro in Vincoli.
Cardeal Grosso della Rovere foi abade commendatario da abadia cisterciense de S. Maria di Morimondo, Milão, 19 de março de 1513; ele também recebeu um cânone e uma prebenda na igreja de La Cuniga, arquidiocese de Compostela, 25 de abril de 1513. O rei da França escreveu ao Papa Leão X solicitando a transferência do cardeal para a sé de Saint-Malo, mas isso nunca ocorreu. Arcipreste commendatario de San Segundo, diocese de León, 29 de janeiro de 1514. Recebeu um cânone e uma prebenda no capítulo da catedral de Bressanone, 17 de março de 1514. Commendatario da igreja de S. Ilario, Asti, e do priorado agostiniano de S. Agostino di Pondinicho, diocese de Casale-Monferrato, 10 de julho de 1514. Nomeado bispo de Lucca, 4 de março de 1517; renunciou ao cargo em favor do Cardeal Raffaele Riario della Rovere após cinco dias em 9 de março de 1517. Optou pelo título de S. Pietro in Vincoli em 9 de março de 1517. Arcipreste da basílica patriarcal da Libéria em fevereiro de 1518.
O Cardeal Leonardo Grosso della Rovere faleceu em Roma em 17 de setembro de 1520, e foi sepultado na Basílica di Santa Maria Maggiore.